# La deuda interna
La deuda interna è un film del 1988 diretto da Miguel Pereira. Ha vinto l'Orso d'argento per il miglior contributo artistico al Festival di Berlino 1988.